# 李吉聖
李 吉聖（リ・ギルソン、朝鮮語: 리길성、生年不詳 - ）は、朝鮮民主主義人民共和国の外交官。駐シンガポール北朝鮮大使。

## 経歴
朝鮮籠球（バスケットボール）協会副委員長、1996年に外務省局長、2014年2月に外務省副相（アジア担当）。
2024年8月27日、ターマン・シャンムガラトナム大統領に信任状を提出した。